# Sahorre
Sahorre (język kataloński Saorra) – miejscowość i gmina we Francji, w regionie Oksytania, w departamencie Pireneje Wschodnie.
Według danych na rok 1990 gminę zamieszkiwały 333 osoby, a gęstość zaludnienia wynosiła 22 osoby/km² (wśród 1545 gmin Langwedocji-Roussillon Sahorre plasuje się na 606. miejscu pod względem liczby ludności, natomiast pod względem powierzchni na miejscu 530.).

## Zabytki
Zabytki na terenie gminy posiadające status monument historique:
- kościół św. Szczepana (Église Saint-Étienne de Sahorre)
- wieża Goa (Tour de Goa)

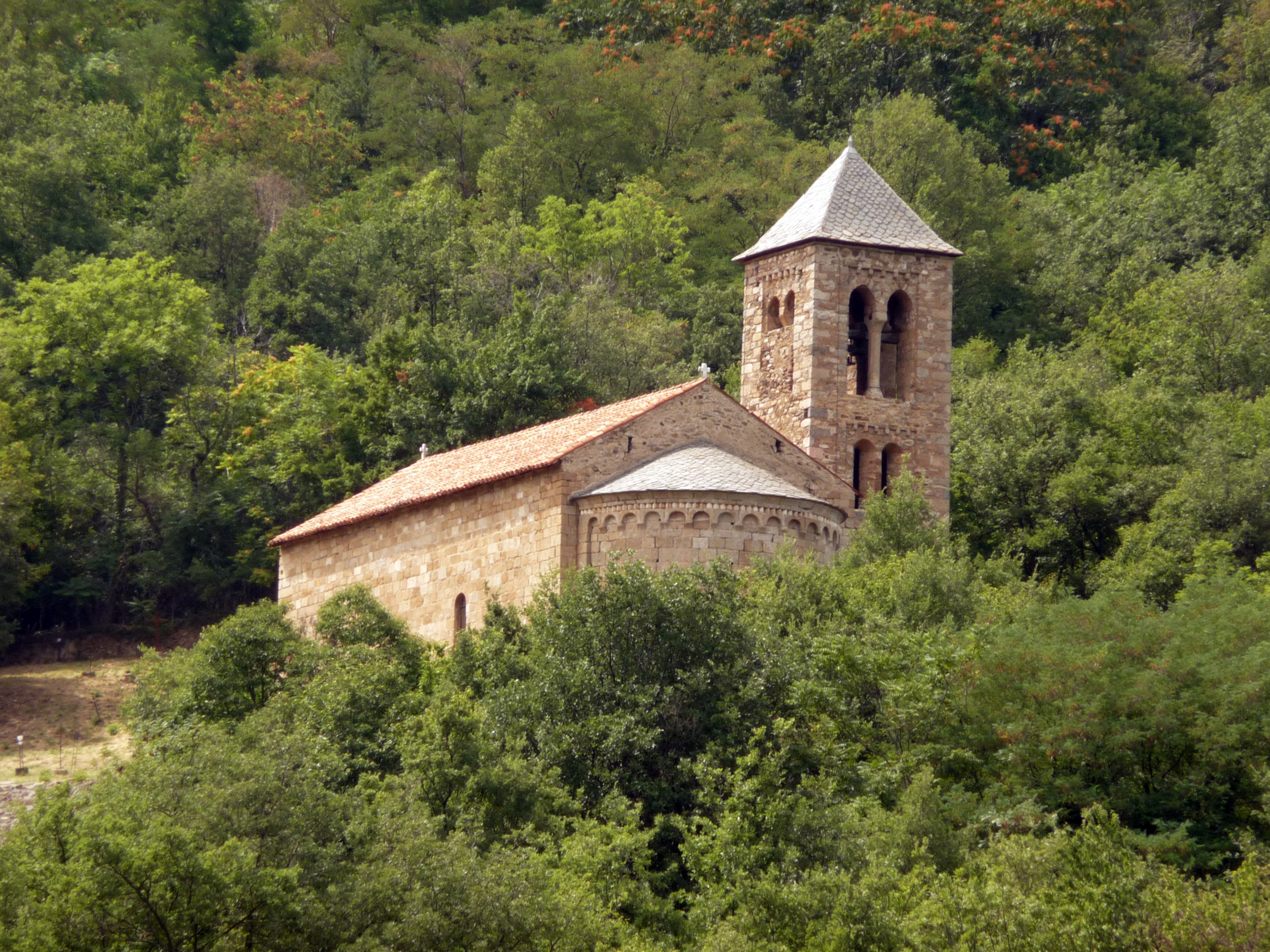
Kościół św. Szczepana (2010)
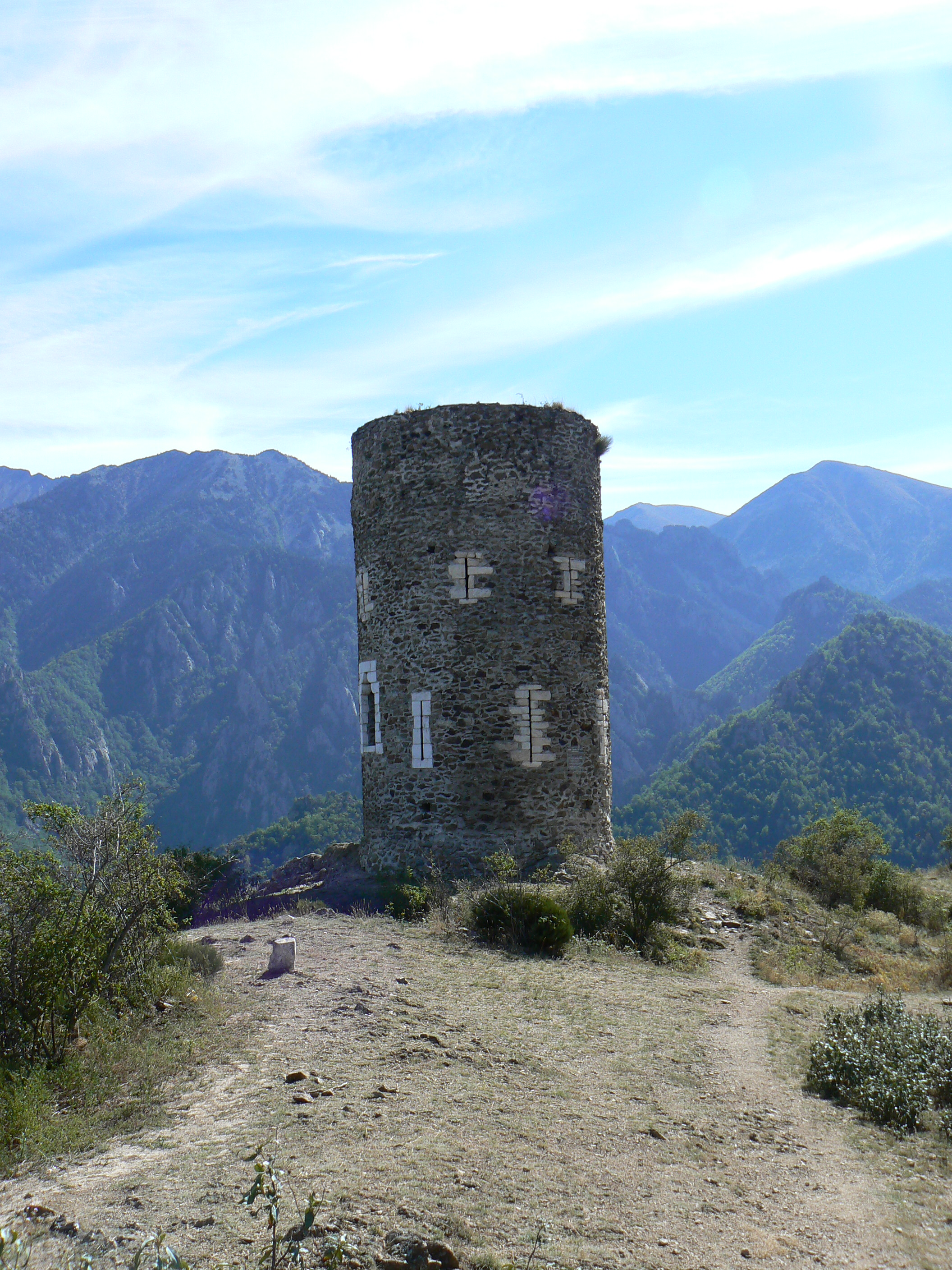
Wieża Goa (2007)

## Populacja

Populacja Sahorre w latach 1962–2008